# 松平光煕
松平 光煕（まつだいら みつひろ）は、美濃加納藩の第3代藩主。山城淀藩の初代藩主。戸田松平家5代。諱は光熙と記される場合も多い。

## 生涯
延宝2年（1674年）、加納藩第2代藩主・松平光永の長男として美濃国加納に生まれる。天和3年（1683年）3月15日、将軍・徳川綱吉に御目見する。元禄元年12月25日（1690年）、従五位下・河内守に叙任する。元禄8年（1695年）5月12日、綱吉が阿部正武（光煕の正室の父）の屋敷に御成りの際、将軍の前で『論語』を講じる。
宝永2年（1705年）4月15日、家督を継いで加納藩主となる。弟の光規に蔵米3000石を分け与える。4月21日、官途を丹波守と改める。宝永3年（1706年）、藩主として初めて城地に赴いた。宝永5年（1708年）、幕命により禁裏造営に従事し、宝永6年（1709年）、功により朝廷より広次の御太刀および堂上家寄合書の『拾遺集』を下賜され、幕府からも時服を授かる。宝永8年（1711年）2月15日、6万石で山城淀に移封された。山城の他、河内、摂津、近江国にも領地があった。享保2年（1717年）9月4日に死去した。享年44。
跡を三男の光慈が継いだ。

## 系譜
父母
- 松平光永（父）
- 駒井氏 ー 側室（母）
- 松平典信の娘（嫡母）

正室
- 阿部正武の娘

側室
- 都筑氏
- 小野氏
- 大塚氏

子女
- 松平光慈（三男）生母は都筑氏
- 戸田光清[1]（四男）
- 松平光雄（五男）生母は小野氏
- 今城定種室、生母は大塚氏
- 戸田煕教室、生母は大塚氏